# Metropolie Argolis
Metropolie Argolis je jedna z metropolií Řecké pravoslavné církve, nacházející se na území Řecka.

## Historie
Svatý Paulín z Noly uvádí, že apoštol Ondřej kázal na území Argolisu a je považován za zakladatele Argoliské církve. Předpokládá se, že Argolis navštívil také apoštol Pavel, který v letech 50–60 strávil několik měsíců v Korintu a navštívil kraje kolem tohoto území.
Město Argos mělo brzy svého biskupa, odděleného od jurisdikce biskupa z Nauplionu, a spadalo pod metropolitu z Korintu.
Prvním známým biskupem byl Perigenis (řecky: Περιγένης) (160–180). Roku 381 se biskup Argosu Geneflios zúčastnil Prvního konstantinopolského koncilu a roku 451 biskup Nisimos Chalkedonského koncilu.
Roku 1166 byly eparchie Argos a Nauplion sjednoceny v jednu eparchii. Podle jiných názoru došlo ke spojení krátce po roce 879. Roku 1189 byla eparchie oddělena od korintské metropolie a získala statut samostatné metropolie. Prvním metropolitou se stal Ioannis.
Roku 1212 dobyli Křižáci Argos a Nauplion, tím došlo ke zrušení pravoslavné eparchie a dosazení katolického biskupa. Během celého období cizí nadvlády (1212–1540) byl stolec uprázdněný. V souvislosti s vyřešením všech otázek pravoslavných byl pro tyto záležitosti jmenován pravoslavný protopresbyter, kterého schválila Benátská správa.
Roku 1540 předali Benátčané Nauplion Osmanské říši a o rok později přijal konstantinopolský patriarcha Ieremias I. velvyslance Argosu a Nauplionu, který požadoval obnovení zaniklé metropolie. Metropolie byla obnovena se sídlem v Nauplionu.
Roku 1686 bylo sídlo z důvodu okupace Nauplionu Benátčany přeneseno do Argosu. Roku 1715 započala druhá turecká nadvláda v Argosu a sídlo se přesunulo do Merbaky (Agia Triada). Zde sídlila až do roku 1770, kdy musela být přesunuta do Argosu z důvodu invaze Albánců. Roku 1821 se sídlo metropolity přesunulo zpět do Nauplionu.
Od 16. prosince 1833 se metropolie začíná nazývat metropolie Argolis a začala podléhat metropolitu z Korintu.
Dne 16. prosince 1841 se metropolie Korint a Argolis sjednotily. Ke sjednocení došlo z důvodu vyhlášení autokefality.
Roku 1852 došlo k určení hranic metropolií.